# Amt für Militärkunde
Amt für Militärkunde (AMK) ist eine Legende des Bundesnachrichtendienstes (BND) für dort tätige Soldaten. Es ist keine Untergliederung des BND, sondern mit diesem identisch. Auch ist es keine Dienststelle der Bundeswehr.

Verbandsabzeichen für Heeresuniformträger des Amtes für Militärkunde

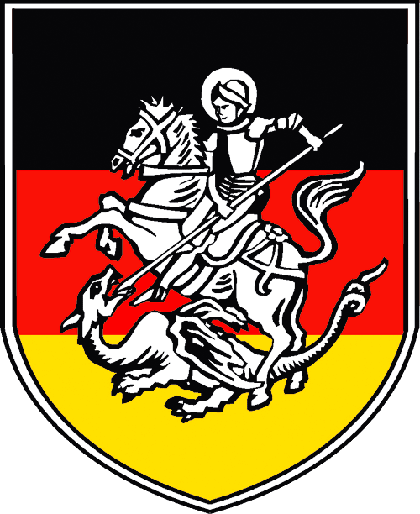
Internes Verbandsabzeichen des Amtes für Militärkunde der Bundeswehr

## Soldaten im BND
Soldaten werden zum BND versetzt, jedoch legendenmäßig verschleiert zum Amt für Militärkunde. Tatsächliche Beschäftigungsbehörde ist der BND, Legendenbeschäftigungsbehörde das Amt für Militärkunde.
Der BND ist, als einziger Auslandsnachrichtendienst Deutschlands, seit seiner Gründung 1956 auch für die militärische Auslandsaufklärung verantwortlich. Zusätzlich wurde mit Ablauf des Jahres 2007 die zentrale Lagebearbeitung von der Bundeswehr übernommen. In diesem Zuge wurde das Zentrum für Nachrichtenwesen der Bundeswehr aufgelöst. Der Beitrag des BND zum System Militärisches Nachrichtenwesen wurde in einer Leistungsvereinbarung geregelt.
Regelungen über die Soldaten im BND trifft die Rahmenvereinbarung zwischen BND und Bundesminister der Verteidigung (BMVg) vom 8. Dezember 2020 sowie die Einzelvereinbarung Personal vom 20. September 2016. Die im BND tätigen Soldaten unterstehen dem Präsidenten des BND in allgemein dienstlicher Hinsicht, nicht dem BMVg, und haben seinen Anordnungen nachzukommen. Truppendienstlich bleiben sie jedoch dem (BMVg) unterstellt, insbesondere die Disziplinarbefugnis und für die sich aus dem Soldatenstatus ergebenen Angelegenheiten umfassend. Der BMVg entscheidet über die Versetzung von Soldaten in den BND in Absprache mit diesen. Soldaten können zur Verwendung auf Zeit (sogenannte Zeitverwender) oder auf Dauer, also bis zur Versetzung in den Ruhestand (sogenannte Dauerverwender) in den BND kommen. Sie nehmen an regelmäßigen Dienstposten-Wechseln teil, über die allein der BND entscheidet. Eine Verwendung von Soldaten im BND muss im Zusammenhang mit der militärischen Aufgabenwahrnehmung stehen. Dies kann auch administrative Funktionen umfassen, die nur mittelbar dazu beitragen. Nicht mehr gegeben sah das Bundesverwaltungsgericht diesen Zusammenhang bei den Dienstposten Leiter Administrative Unterstützung an einer BND-Außenstelle sowie beim Dienstposten Sachbearbeiter Dienstpostenbewertung. Insofern unterliegen Soldaten im BND gewissen Verwendungseinschränkungen im Vergleich mit dort beschäftigten Beamten und Arbeitnehmern.
Soldaten im BND gehören dem Geschäftsbereich des Bundeskanzleramts an. Verfassungsrechtlich gehören sie zu den Streitkräften im Sinne Art. 65a Grundgesetz, nicht jedoch zu Streitkräften im Sinne des Organisationsbegriffs der Gliederung der Bundeswehr. Die Planstellen der Soldaten im BND sind im geheimen Haushaltsplan des BND ausgewiesen, nicht im Einzelplan 14 des BMVg.
Nach Angaben des BND befinden sich unter seinen rund 6.500 Beschäftigten etwa 750 Soldaten (ca. 11,5 Prozent).

## Offenlegung der Legende
Für die Offenlegung der Legende Amt für Militärkunde sorgte spätestens das Bundesverwaltungsgericht 1991. In einem Beschluss vom 27. Juli 1991 hieß es: „Mit der Versetzung zum AMK gelte ein Soldat als zum Bundesnachrichtendienst (BND) abgeordnet, der dem Bundeskanzleramt unterstehe.“
In einem Urteil vom 12. Dezember 1997 wird zudem ausgeführt: „Zwar ist der Kläger nach der Versetzungs-Verfügung des Bundesministeriums der Verteidigung vom 6. Dezember 1994 zum ‚AMK‘ (Amt für Militärkunde) versetzt worden. Er leistet aber tatsächlich Dienst beim Bundesnachrichtendienst, was zwischen den Beteiligten unstreitig ist. Er untersteht in ‚allgemeindienstlicher‘ Hinsicht dem Präsidenten des Bundesnachrichtendienstes, der mit einer ergänzenden Personalverfügung vom 27. Dezember 1994 die dienstliche Verwendung des Klägers im Bundesnachrichtendienst geregelt hat.“
Heiko Meiertöns wies in einem Fachartikel 2019 über die Soldaten im Bundesnachrichtendienst ebenfalls auf die „nur vorgeblich als solche existierende – militärische Dienststelle AMK“ hin. „Das AMK kann daher als ‚verbrannte Legende‘ […] gelten.“
Im Zuge der Transparenz-Offensive des damaligen BND-Präsidenten Gerhard Schindler sollten 2014 Tarnbezeichnungen aufgegeben werden.

## Nutzung der Legende
Das AMK wird weiterhin, trotz der Offenlegung der Legende, in offiziellen Dokumenten erwähnt, wie Beschlüssen des Bundesverwaltungsgerichts oder den Bundeshaushaltsgesetzen. Dort werden Angaben zu den Grundzügen der Organisation der Streitkräfte nach Art. 87a Absatz 1 Satz 2 Grundgesetz gemacht und das AMK bis 2022 als Teil des damaligen Organisationsbereichs Streitkräftebasis ausgewiesen. In den Haushaltsgesetzen 2023 und 2024 wurde das AMK als zum Organisationsbereich Cyber- und Informationsraum zugehörig erwähnt.
Laut der seit dem 1. Dezember 2020 gültigen Allgemeinen Regelung A2-1300/0-0-2 Die Reserve ist „für die militärische Personalführung von Angehörigen des Amtes für Militärkunde der Bw und des MAD […] BMVg P II 2 bzw. BAPersBw ZS 1“ zuständig.
Das Bundeswehr-Dienstleistungszentrum München soll das Amt für Militärkunde betreuen.
Das AMK soll nach Angaben der Bayerischen Staatszeitung aus dem Jahr 2015 zur BND-Außenstelle in Pullach umziehen.
In der Stationierungsbroschüre der Bundeswehr 2011 war das AMK jedoch ebenso wenig zu finden wie in der Dienstellenliste auf der damaligen Homepage der SKB.
Die Standortdatenbank der Bundeswehr führt „AMilKde“ als alternative Abkürzung auf. Laut der Datenbank wurde das AMK 1961 in Bonn aufgestellt und später nach München in die Waldmann-Kaserne, Saarstraße 14, verlegt. 1986 soll es an seinen heutigen Standort in Bonn-Mehlem, Nippenkreuz 19, gezogen sein, wo es laut Bonner General-Anzeiger zumindest noch 2011 stationiert war.

## Abzeichen
Die Zentralrichtlinie A1-2630/0-9804 „Anzugordnung für Soldatinnen und Soldaten der Bundeswehr“ findet sich ein Verbandsabzeichen für im Amt für Militärkunde tätige Heeresuniformträger; dasselbe wie für Soldaten im Bundesamt für den Militärischen Abschirmdienst und weiterer Dienststellen.
Das Interne Verbandsabzeichen zeigt den Heiligen Georg beim Töten eines Drachen. Dieses Motiv findet sich auch auf der Sankt-Georgs-Medaille des BND.